# Corythalia spiralis
Corythalia spiralis là một loài nhện trong họ Salticidae.
Loài này thuộc chi Corythalia. Corythalia spiralis được Frederick Octavius Pickard-Cambridge miêu tả năm 1901.